# Entente sportive Avignon Saint-Saturnin
Ne doit pas être confondu avec la Jeunesse sportive avignonnaise, club créé en 1992 et disparu en 1998.
Ne doit pas être confondu avec l'Union sportive Avignon Le Pontet Vaucluse rugby, club créé en 1998 et disparu en 2020.
Maillots
L'Entente sportive Avignon Saint-Saturnin est un club de rugby à XV représentant les villes d'Avignon et de Saint-Saturnin-lès-Avignon, créé en 1959 et disparu en 1991.

## Histoire

### Création du club
L'Entente sportive Avignon Saint-Saturnin est créée en 1959, résultant de la fusion du club de l'Avignon rugby club avec celui des Quatre S de Saint-Saturnin-lès-Avignon.

#### Champion de France de troisième division 1965
Il remporte en 1965 le titre de champion de France de 3e division.
Plusieurs Saint-Saturnois choisissent de quitter la structure du club en 1967 afin de créer une nouvelle entité indépendante à Saint-Saturnin-lès-Avignon, l'Étoile sportive Saint-Saturnisoise.

#### Accession en première division
L'Entente continue son accession dans la hiérarchie. Promue en 1re division après la saison 1968-1969, elle se qualifie pour les seizièmes de finale de 1re division la saison suivante. Renforcée notamment par le demi d'ouverture lyonnais Pierre Pommier, l'équipe atteint les quarts de finale en 1975.
À partir des années 1980, les performances du club déclinent, quittant la première division en 1982 après une défaite à domicile contre le Castres olympique 0-3 lors du match décisif.

### Disparition du club et suite du rugby à Avignon
Le club disparaît en 1991.
À partir de 1992, un nouveau club naît à Avignon, la Jeunesse sportive avignonnaise.
Lors de l'intersaison 1998, la Jeunesse sportive avignonnaise fusionne avec les voisins de l'Union sportive Le Pontet, donnant naissance au Pontet Avignon Rugby Club Vaucluse. Le club change d'identité en 2004 pour prendre le nom d'Union sportive Avignon Le Pontet Vaucluse rugby. Il dépose le bilan lors de l'intersaison 2020.

## Palmarès
- Championnat de France de première division :
  - Quart de finaliste (1) : 1975
  - Seizième de finaliste (8) : 1970, 1971, 1972, 1973, 1974, 1976, 1978 et 1979
- Championnat de France de troisième division :
  - Vainqueur (1) : 1965
- Championnat de France Honneur :
  - Vainqueur (1) : 1963
- Challenge Jules-Cadenat :
  - Finaliste (1) : 1969

## Personnalités du club
- Yves Menthillier
- Jean-Claude Lagrange
- Jean-Claude Noble
- Patrice Péron
- Pierre Pommier